# Illa de la Royal Geographic Society
L'illa de la Royal Geographic Society (en anglès Royal Geographical Society Island) és una illa que es troba a l'estret Victoria, al golf de la Reina Maud, a la costa nord del Canadà, al territori de Nunavut. Té una superfície de 458 km² i es troba deshabitada. L'illa fou batejada per Roald Amundsen en honor de la Royal Geographical Society.